# Brassagem

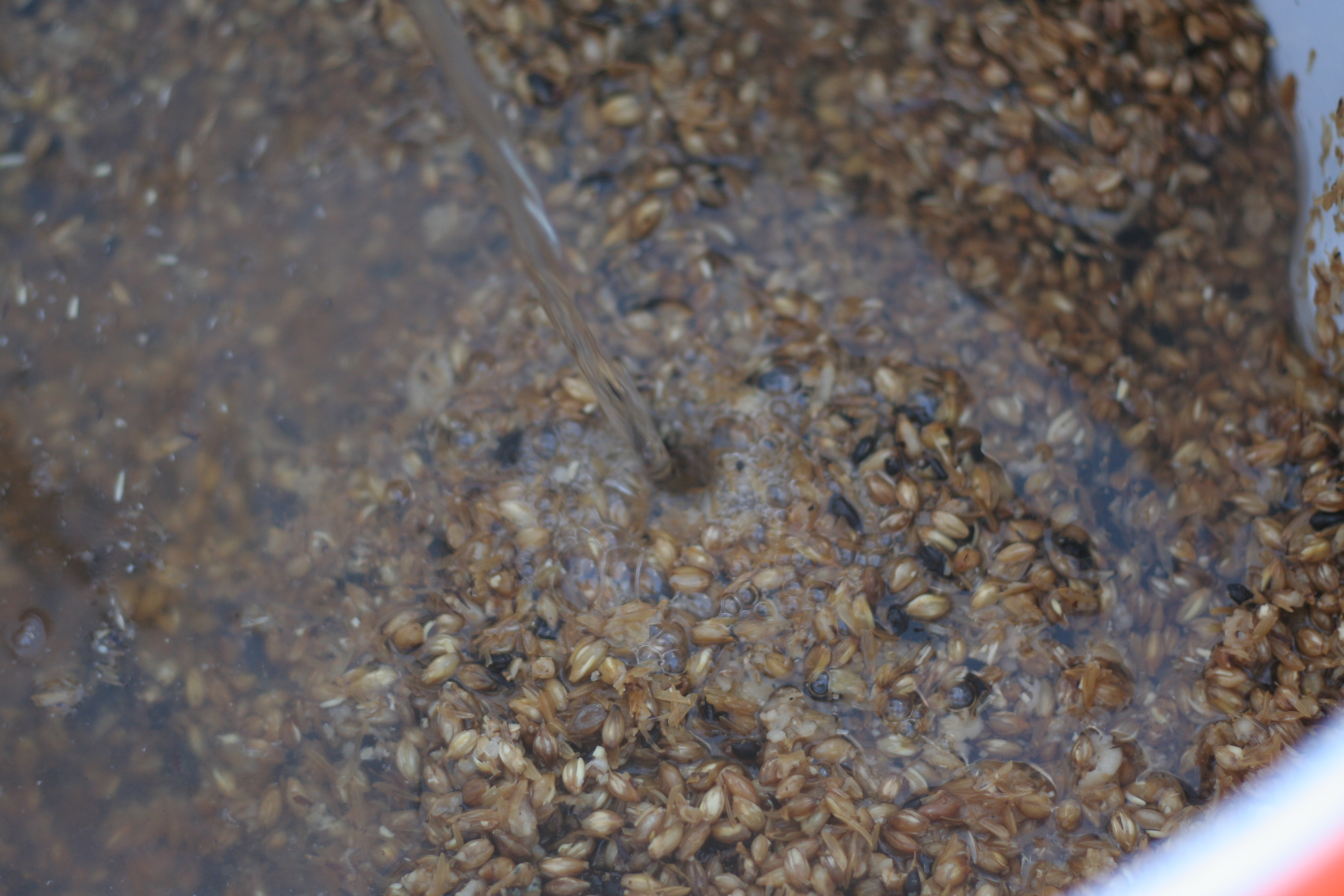
Uma ampliação de grãos imersos em água quente durante a fase de brassagem para a produção de cerveja.

Em fermentação e destilação, brassagem é o processo de combinação de uma mistura de grãos (normalmente malte de cevada com o complemento de grãos , como milho, sorgo, centeio ou trigo), conhecido como o "grãos de lei", e água, denominada como "licor", sendo esta mistura aquecida. A brassagem é um tipo de maceração. A brassagem permite que as enzimas do malte quebrem o amido dos grãos em açúcares, normalmente a maltose, para criar um líquido maltado  chamado de mosto. Existem dois métodos principais—brassagem de infusão, em que os grãos são aquecidos em um vaso; e brassagem de decocção, em que uma proporção dos grãos estão cozidos e, em seguida, voltam para a brassagem, aumentando a temperatura. A brassagem envolve pausa em determinadas temperaturas (em geral, 45–62–73 °C ou 113–144–163 °F), e ocorre num local chamado de "cuba de mosto"—um recipiente lacrado para fabricação de cerveja com um fundo falso.  O produto final de brassagem é chamado de "mosto".

## Cuba de mosto

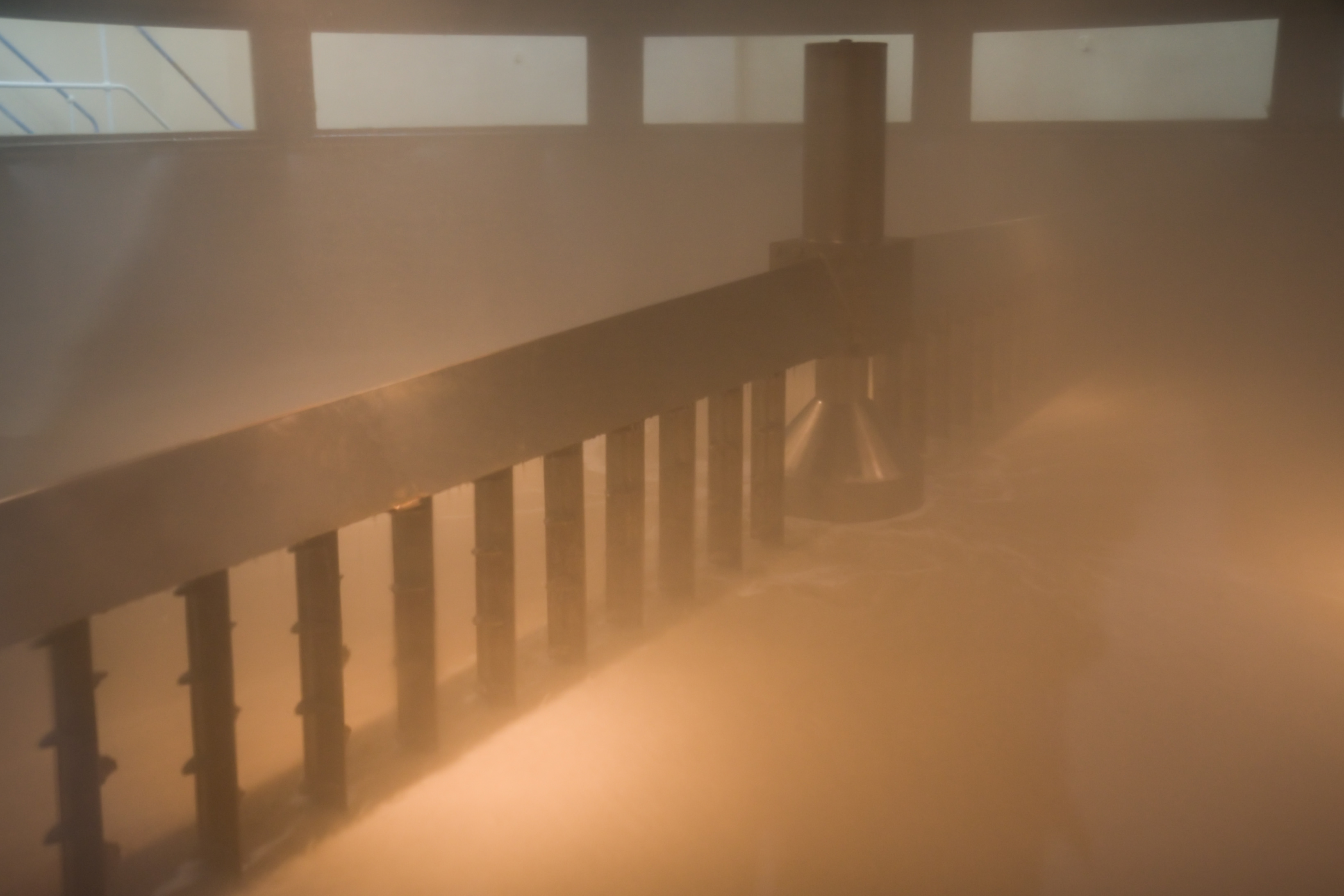
Vista Interior de uma cuba de mosto em uma destilaria de uísque tipo escocês, mostrando o mecanismo de agitação.

A cuba de mosto é o local onde ocorre a maceração dos grãos da cerveja.

## Temperatura na Brassagem
A escolha de uma cerveja dentre tantas opções esta muito associada ao sabor, alguns preferem uma cerveja mais encorpada e amarga, outros uma cerveja mais leve e pouco alcoólica. Cada um terá seu tipo de cerveja favorito. São inúmeros os fatores que interferem no sabor da cerveja, que vão da água escolhida para a o mosto cervejeiro, até de forma mais direta, os aditivos que são colocados para adicionar sabores únicos . Mas um dos aspectos que mais afeta o sabor da cerveja é a maneira com que é feita a brassagem . Mais especificamente como é controlada a temperatura na brassagem. Portanto é essencial que um mestre cervejeiro entenda o porque foi escolhida uma determinada rampa de temperatura para sua cerveja, e tudo começa com entendimento do papel das enzimas.
Enzima, pela sua definição química, é um catalisador de reações químicas, portanto irá favorecer que um processo químico aconteça . Em termos práticos, a enzima ela é essencial para que nosso mosto produza moléculas químicas desejadas (ex. Álcool) . Uma enzima terá seu pico de atividade, portanto irá favorecer ao máximo que uma molécula seja produzida, em uma determinada faixa de temperatura . Se durante o Mash-In (pós Milling) nosso mosto ficar mais tempo a temperaturas de 60º – 65 ºC a enzima β-amilase estará no seu pico de atividade, favorecendo que açúcares fermentáveis sejam produzidos, e portanto uma cerveja mais alcoólica será produzida . É claro que apenas o Mash-In não definira a totalidade do produto final, mas é essencial que a técnica correta do controle de temperatura seja empregada de forma coerente ao produto final que se deseja.
Dentro do mosto são liberadas diversas enzimas, que atuam em diversas moléculas as transformando em produtos desejáveis para o mosto. E de forma geral essas enzimas são específicas, portanto atuaram sempre na geração deste subproduto. São mais de 15 enzimas que estão presente no mosto, mas as principais enzimas são a α-amilase, a β-amilase, as proteases, e a β-glucanase . Que atuam respectivamente na geração de açúcares não fermentáveis, açúcares fermentáveis, degradação de proteínas (ligadas ao corpo da cerveja), e na degradação inicial de polissacarídeos. E cada uma dessas enzimas terão uma faixa de temperatura ótima de atuação (Tabela 1). Por exemplo, se queremos uma cerveja mais leve e cristalina, é importante deixarmos o mosto a temperaturas de 45-50 graus, para que as proteínas que fazem o corpo da cerveja sejam degradas, e posteriormente a 65 – 75 ºC para que o amargor seja balanceado com a doçura da gerado pela α-amilase. Agora se queremos uma cerveja mais encorpada, mais amarga e alcoólica, então deveríamos estender o Mash-In nas temperaturas ótimas à β-amilase. E ao final, no chamado Mash-out é onde a cerveja então é fervida, e portanto a temperatura de inativação destas enzimas é atingido.

Tabela 1. Principais enzimas que atuam no mosto. Proteases são um grupo de proteínas, e seu pH ótimo varia tanto que o range não seria específico suficiente para ser controlado (-).
| Enzima      | Atuação                               | Subproduto                 | Temperatura Ótima (ºC) | Temperatura de Inativação | PH ótimo  |
| α-amilase   | α- glucanos                           | Oligossacarídeos           | 65 – 75                | 80                        | 5.6 – 5.8 |
| β-amilase   | α- glucanos                           | Maltose                    | 60 – 65                | 70                        | 5.4 – 5.6 |
| proteases   | Proteínas e Peptídeos                 | Aminoácidos livres         | 45 – 50                | 55-70                     | -         |
| β-glucanase | Β-glucanos de cadeias longas solúveis | Β-glucanos de cadeia curta | < 60                   | 55                        | 4.5 – 4.8 |

Relativo á temperatura, a brasagem pode ser realizada em passos múltiplos ou em um único passo. Na brassagem de múltiplos passos, a água é gradualmente aquecida em passos, como o próprio nome sugere. Começamos a uma temperatura mais baixa (50 ºC por exemplo, temperatura) mantemos a essa temperatura por determinado período de tempo e então, aumentamos a temperatura, mantemos por mais um determinado período de tempo e assim o processo vai se repetindo. A cada temperatura diferente que a água é mantida em aquecimento, uma enzima diferente é favorecida, influenciando as características do produto final (maior/menor corpo mais ou menos fermentabilidade). O tempo que cada etapa de aquecimento dura depende do estilo ou receita escolhida pelo mestre cervejeiro.
Contudo, a maioria das indústrias opta pela brasagem em passo único. Neste método, a água passa por apenas um período de aquecimento e atividade diastásica antes de ser aquecida até a temperatura de Mash-Out. De certa maneira, o mestre cervejeiro “escolhe” uma enzima a ter sua atividade favorecida, e realiza a brasagem única e exclusivamente a esta temperatura. A temperatura escolhida dependerá do estilo/receita escolhida, assim como na Brassagem de múltiplos passos. Digamos que queiramos por exemplo, produzir uma cerveja Stout. Neste estilo temos uma cerveja bem encorpada, logo, seria preferível uma brasagem de passo único á uma temperatura de 65-75 ºC, na qual a atividade da α-amilase sera favorecida, dando mais corpo ao nosso produto final. A vantagem da brasagem em passo único é que ela possibilita a produção de um mosto com determinadas características desejadas, com menor gasto de tempo e energia.
O quão sofisticado será o processo da produção da cerveja vai de mestre cervejeiro para mestre cervejeiro. Mas através da temperatura o mestre cervejeiro possuí uma confiável e barata (é possível encontrar termômetro digitais por menos de 40 reais) maneira de aperfeiçoar seu produto final. E assim como o cuidado com os ingredientes na hora de preparar uma receita cervejeira, o cuidado com quais enzimas favorecer no Mash-In são importantes para uma cerveja melhor. Por isso que recomendamos fortemente que o mestre cervejeiro, teste, experimente, e faça o controle da temperatura.

## pH na Brassagem
É importante notar que não é só a temperatura que afetará a atividade de uma enzima , o pH da solução (mosto) será crucial para tal. É por causa disso também que existe uma faixa ideal para que a brassagem seja feita, entre 5 e 6 de pH temos um bom pH, mas o ideal mesmo seria entre 5.3 – 5.5 . Claro que isso é um ajuste fino, para aqueles que querem elevar o nível da sua cerveja. Um bom começo é olhar qual o pH da água oferecida pelo sistema de saneamento básico da sua cidade, em geral elas apresentam relatórios sobre a água fornecida pela suas estações . Mas o principal para o sabor ainda será a maneira como é controlada esta temperatura, e é onde o cervejeiro caseiro/artesanal mais poderá ter controle.

## Etimologia
O termo "macerar" provavelmente se origina do substantivo do inglês antigo masc, que significa "mistura macia", e o do verbo mæscan que significa "misturar com água quente". O uso do termo para referir-se a "qualquer coisa reduzida a uma polpa de consistência macia" é registrada desde o final do século 16.

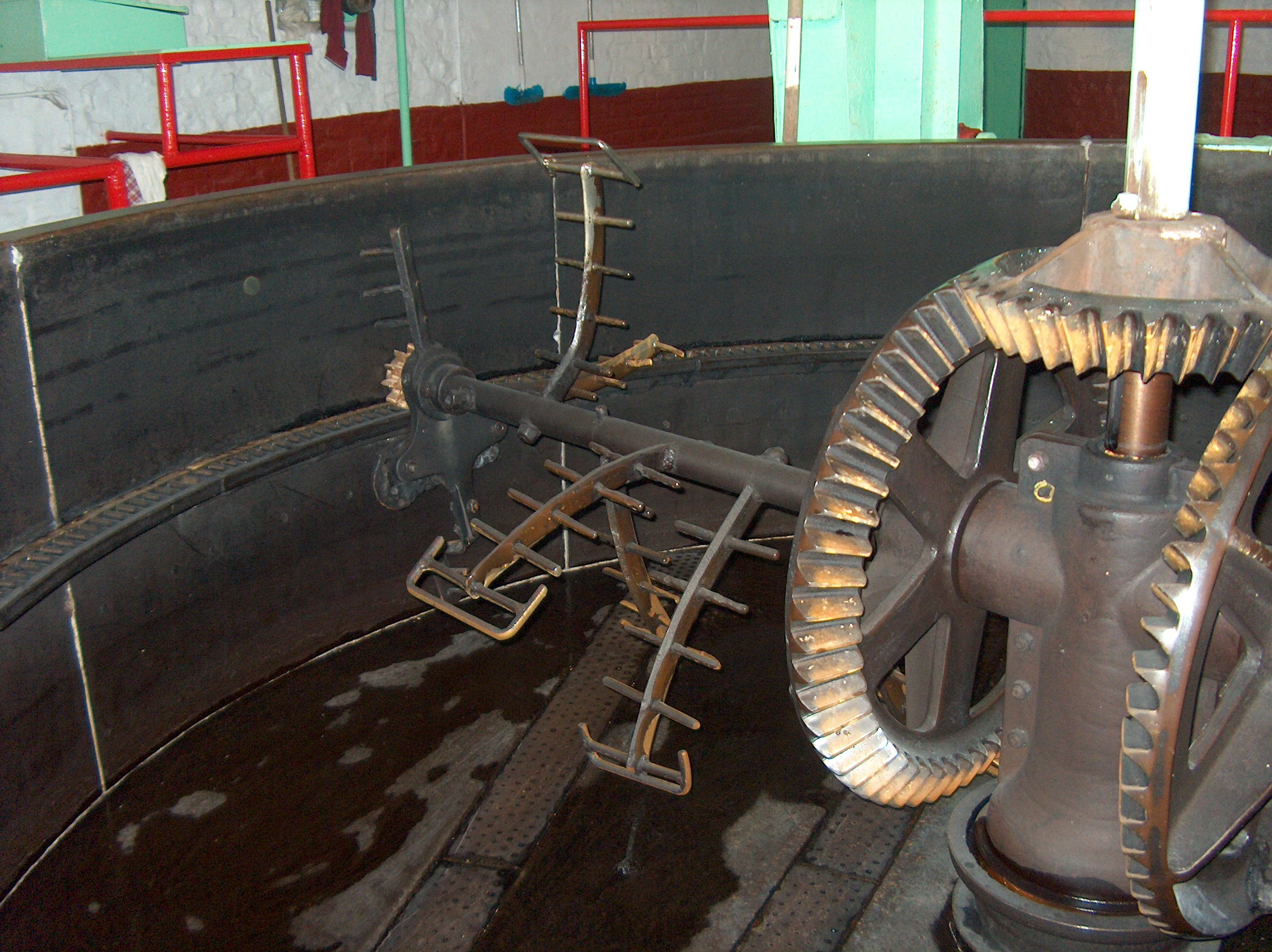
Uma cuba de mosto vazia mostrando o misturador de mosto integrado.